# バカラ (トランプゲーム)
バカラ（仏: Baccara、伊: Baccarà）はカジノゲームの一種であり、トランプが使われる。
ここでは最も古いバカラであるビッグバック・バカラのルールについて記述する。

## 基本ルール
バカラとは、「バンカー（banker、胴元役）」と、「プレイヤー（player、客役）」の、仮想の二人による勝負で、どちらが勝つかを客が予想して賭けるゲームである。実際にゲームをプレイしているのは仮想の人物であるため、客が出来ることは競馬のように予想することだけで、それ以外でゲームに介入することが出来ない。賭博の分類では「賭事」とされる。

### 点数の数え方
勝負はプレイヤーとバンカー、それぞれ配られたカードの点数の合計によって決められる。Aは1点、2から9は表示どおりの点数で、10、絵札はすべて0点として数える。繰り上がりは考慮せず、繰り上がった場合でも下一桁のみを評価する。9点が一番強く、それ以降8点、7点、と続き、0点が一番弱い点数となる。

### ゲームの進行
ディーラーが数組のカードをシャッフルし、シューター（和製英語。英語ではshoe）といわれるカジノ専用のカードケースに入れて行われることが多い。
ゲームに参加した人たちは「プレイヤー」側が勝つか「バンカー」側が勝つか予想し賭ける。ベット額の上限はテーブル上に表示されているMAXベット額によって一律に決められている場合と、「バランス」といって、双方サイドの賭け金額の差が一定額以下に制限される場合がある。「バランス」で差額が制限を超えている場合、超過しているサイドはベット額を減らす、または不足しているサイドへの追加ベットを求めるなどしてバランスの調整が行われる。配当原資を双方の賭け金に限定される場合または双方の賭け金が同額でないとゲームを成立させない場合を「完全バランス」といい、前者の場合は薄い側のサイドに賭けた客の配当は多く、厚い側のサイドに賭けた客の配当は少なくなる。
また、「タイ（tie）」といって、勝負が引き分けに終わるという結果に賭けることも出来る。タイはサイドベットであるため、プレイヤーかバンカーにベットした上で同時にタイにもベット出来る。ベットの上限は低く抑えられていることが多い。
その後、プレイヤーサイド・バンカーサイド双方に2枚ずつカードが配られる。そして、以下に述べる条件によっては、プレイヤー・バンカーのいずれか一方あるいは双方に3枚目を配り、その合計の（下1桁の）数字で勝負を争う。
- 最初の2枚で、どちらかの合計点が8点または9点の場合、「ナチュラル」として即座にゲームは終了し、点数の多い方が勝利となる。
- 最初の2枚で、プレイヤー・バンカー双方が6点または7点を出している際もゲームは終了し、点数の多い方が勝利となる。
- 以上に当てはまらない場合は、以下の条件に従い3枚目のカードを配る。
  - プレイヤーサイドが5点以下ならプレイヤーサイドに対し、3枚目のカードが配られる。
  - バンカーサイドは以下の表に従ってカードが配られるか判断する。

| バンカー サイド | プレイヤーサイドの3枚目のカード | プレイヤーサイドの3枚目のカード | プレイヤーサイドの3枚目のカード | プレイヤーサイドの3枚目のカード | プレイヤーサイドの3枚目のカード | プレイヤーサイドの3枚目のカード | プレイヤーサイドの3枚目のカード | プレイヤーサイドの3枚目のカード | プレイヤーサイドの3枚目のカード | プレイヤーサイドの3枚目のカード | プレイヤーサイドの3枚目のカード |
| バンカー サイド | なし                            | 0                               | 1                               | 2                               | 3                               | 4                               | 5                               | 6                               | 7                               | 8                               | 9                               |
| --------------- | ------------------------------- | ------------------------------- | ------------------------------- | ------------------------------- | ------------------------------- | ------------------------------- | ------------------------------- | ------------------------------- | ------------------------------- | ------------------------------- | ------------------------------- |
| 0               | H                               | H                               | H                               | H                               | H                               | H                               | H                               | H                               | H                               | H                               | H                               |
| 1               | H                               | H                               | H                               | H                               | H                               | H                               | H                               | H                               | H                               | H                               | H                               |
| 2               | H                               | H                               | H                               | H                               | H                               | H                               | H                               | H                               | H                               | H                               | H                               |
| 3               | H                               | H                               | H                               | H                               | H                               | H                               | H                               | H                               | H                               | S                               | H                               |
| 4               | H                               | S                               | S                               | H                               | H                               | H                               | H                               | H                               | H                               | S                               | S                               |
| 5               | H                               | S                               | S                               | S                               | S                               | H                               | H                               | H                               | H                               | S                               | S                               |
| 6               | S                               | S                               | S                               | S                               | S                               | S                               | S                               | H                               | H                               | S                               | S                               |
| 7               | S                               | S                               | S                               | S                               | S                               | S                               | S                               | S                               | S                               | S                               | S                               |

「H」なら配られ、「S」なら配られない。

### 配当
- プレイヤーサイドにベットした場合

プレイヤーが勝利するとベットした金額と同額、つまり賭けた金額の1倍が配当される。$100ベットしていた場合には$100の配当を得られる。バンカーが勝利した場合にはベット全額が没収される。タイの時には配当なしでベットが全額返却される。
- バンカーサイドにベットした場合

バンカーが勝利するとベット額の等倍の金額からコミッションが差し引かれたものが配当となる。コミッションが5%の場合、$100ベットしていた場合には$95が配当となる。プレイヤーが勝利した場合にはベット全額が没収される。タイの時には配当なしでベットが全額返却される。
なお、コミッションは通常毎ゲームの配当時ごとに徴収するが、カジノによっては合計額を記録しておきゲーム終了時やシャッフル時にまとめて徴収という場合もある。
- タイにベットした場合

ゲームがタイで終了するとタイベットの配当オッズに従った配当がされる。このオッズはカジノによって異なるが8倍であることが多い。8倍の場合、$100ベットしていた場合には$800が配当となる。プレイヤーが勝利してもバンカーが勝利してもベットは全額没収される。
完全バランスのハウスでは、敗北サイドの掛け金からコミッションを引いて勝利サイドに分配する場合もある。この場合、配当が一定でないことになる。

## コミッションについて
カジノ運営の際、胴元は全てのゲームで寺銭を徴収する。この寺銭はルール設定や配当オッズと言う形で半ば隠蔽され、長期的に徴収されるのが常である。1日何万ゲームをこなすカジノにおいては、このような方式であっても長期的に利益が発生し、顧客に損失が発生する。これはバカラの場合においても同様で「コミッション」と言うルール設定に寺銭が設定されている。

## しぼり
バカラでは、カードをめくる際、しぼりという独特の方法を使ってカードをめくる人がいる。しぼりとは、ただ単にカードをめくるのではなく、端の方から少しずつのぞきこんでゆく。
一般的に一辺が短い方からしぼる、そこで次の4つの判断ができる。
1. しぼり初めてもスート（スペード、ダイヤなどカードのマーク）が何も見えない場合はA
2. スートが1つ見えると2か3
3. スートが左右に2つ見える場合は4、5、6、7、8、9、10のいずれか
4. 絵札（通称額縁）が出たらJ、Q、Kと判断できる。

1.スートが見えない場合（A）、4.絵が出てきた場合（J、Q、K）はすぐにカードを開く。2.スートが1つ見えた場合（2、3）はそのまましぼり、2または3を確定する。3.スートが2つ見えた場合（4、5、6、7、8、9、10）今度はカードの長辺からしぼりはじめ次の3つの判断を行う。
1. スートが2つ見えると4か5
2. スートが3つ見えると6、7、8のいずれか
3. スートが4つみえると9、10のいずれか

その3つのどれかを判断した後、カードの短辺からしぼり最終的に数字を確定する。なぜこのような事をするのかというと、頭の中で最も望むカード（勝てるカード）を念じながらじわりじわりとカードをめくることにより、カードを絞る人間の挙動や表情に注目が集まり、現実論として結果が決まりきっているゲームでもエキサイティングなものに演出されるからである。カードを絞る権利（実際にゲームをしている仮想人物の代役）は、原則として最も高額な賭け金を積んだ者に与えられる（但し、権利を持つ者が、ゲンを担ぐために好調者に権利を譲る場合もある）好調である者に乗って賭けることが可能なため、むやみに賭け金を積み増すこととなり、バカラは最も単純にして高額なギャンブルとなりやすい。
なお、この「しぼり」という行為のため、毎ゲームごとに絞られたカードは折れ目がはいるなどして傷ついていく。このような傷ついたカードはイカサマ防止の観点からも再利用されることは少なく、使い終えたらその場で破って捨てることが多い。

## 日本でのバカラ
日本ではバカラ自体のプレイは違法では無い。ただしバカラを”賭博”としてプレイする事は刑法185条(賭博罪)や同法186条(常習賭博及び賭博場開張等図利)に抵触するため、オンライン/オフラインの別を問わず、法的に禁止されている。